# FC Nordsjælland
FC Nordsjælland este o echipă de fotbal din Farum, Danemarca înființată în anul 1991. Evoluează în Prima Ligă a Danemarcei din 2002. Cea mai mare performanță a clubului a fost înregistrată în 2012, când a câștigat Superliga Daneză.

## Tricouri retrase
Tricoul cu numărul 26 -  Jonathan Richter (2005-09)